# クロイトヒキエイ
クロイトヒキエイ (Sinobatis melanosoma) は、イトヒキエイ属に属するエイの一種である。
ベトナムからフィリピン、台湾を経て沖縄トラフまでの範囲に分布し、水深575-1,100メートルの大陸斜面の深海底に生息する。全長60センチメートル程度になる。
イトヒキエイに似るが、体色が紫黒色であること、尾が体盤より遥かに長いことが異なる。
日本ではタラやメバル、台湾ではエビを狙った底引き網漁で混獲される。肉がほとんどなく食用にはならないが、台湾では魚粉として利用されている。